# Jevhen Ihorovics Cseberko
Jevhen Ihorovics Cseberko (ukránul: Євген Ігорович Чеберко; 1998. január 23. –) ukrán válogatott labdarúgó, az amerikai Columbus Crew hátvéde.

## Pályafutása

### Klubcsapatban
2016. július 24-én mutatkozott be a Dnyipro csapatában a Voliny Luck elleni bajnoki mérkőzésen csereként. 2017. április 30-án megszerezte első bajnoki gólját a Voliny Luck csapata ellen, a mérkőzést az ő góljával nyerték meg 1–0-ra. Június 24-én igazolt a Zorja Luhanszk csapatába.

### A válogatottban
Végigjárta a korosztályos válogatottakat és az U21-es válogatott csapatkapitánya is volt.

## Sikerei, díjai
Columbus Crew
- MLS
  - Bajnok (1): 2023

- Leagues Cup
  - Győztes (1): 2024

- Campeones Cup
  - Döntős (1): 2024

- CONCACAF-bajnokok ligája
  - Döntős (1): 2024

## Külső hivatkozások
- Jevhen Ihorovics Cseberko adatlapja a Soccerway oldalon (angolul)
- Jevhen Ihorovics Cseberko adatlapja a Transfermarkt oldalon (angolul)
- Jevhen Cseberko adatlajpa a Kicker oldalán (németül)